# ديفيد ماركسون
ديفيد ماركسون (بالإنجليزية: David Markson)‏ (20 ديسمبر 1927 - 4 يونيو 2010) كاتب أمريكي. من أهم أعماله عشيقة فيتغنشتاين.

## روابط خارجية
- ديفيد ماركسون على موقع IMDb (الإنجليزية)
- ديفيد ماركسون على موقع قاعدة بيانات الفيلم (الإنجليزية)